# أغيوس سيرافيم
أييوس سيرافيم (Άγιος Σεραφείμ) هي مدينة في فثيوتيس في مقاطعة كينتريكي إلادا في اليونان.
يبلغ عدد سكانها حوالي 975   نسمة.